# Радиаль-Кончильяс
Радиаль-Кончильяс, также Радиаль-Эрнандес (исп. Radial Conchillas) — населённый пункт сельского типа в юго-западной части Уругвая, в департаменте Колония.

## География
Радиаль-Кончильяс расположен в западной части департамента, примерно в 45 км от административного центра департамента, города Колония-дель-Сакраменто, и в 5 км от деревни Кончильяс. Недалеко от населённого пункта берёт начало ручей Кончильяс. Через Радиал-Кончильяс проходит автомобильная дорога № 21. Абсолютная высота — 82 метра над уровнем моря.

## Население
Население по данным на 2011 год составляет 294 человека.
| Год  | Население |
| ---- | --------- |
| 1963 | 62        |
| 1975 | 100       |
| 1985 | 108       |
| 1996 | 136       |
| 2004 | 288       |
| 2011 | 294       |

Источник: Instituto Nacional de Estadística de Uruguay